# 南福克鎮區 (愛荷華州韋恩縣)
南福克鎮區（英語：South Fork Township）是位於美國愛荷華州韋恩縣的一個行政鎮區。

## 地方資料
根據2010年美國人口普查的數據，南福克鎮區的面積為93.73平方千米，當中陸地面積為93.68平方千米，而水域面積為0.05平方千米。當地共有人口310人，而人口密度為每平方千米3.31人。